# Kråkenäs
Kråkenäs är en herrgård i Gårdsby socken i Växjö kommun.
Kråkenäs är möjligen ursprungligen identisk med den gård som kallades Knapagården. Byn omtalas första gången 1667. Byn kom senare att tillhöra biskop Gustaf Adolf Humble och såldes 1774 till kapten F. Piper. Senare tillhörde det släkten Rappe men köptes 1843 av guldsmeden Gustaf Möllenborg. Under hans tid ersattes den äldre mangårdsbyggnaden i form av en rödfärgad envåningsbyggnad med brutet tak av en gul och vitmålad träbyggnad med panel i nyklassisk stil, ritad av Michael Gustaf Anckarsvärd. Byggnaden flyttades 1919 till Hovs villasamhälle utanför Växjö. 
Vid Möllenborgs död 1851 testamenterades gården till hans hustrus syster, Helena Ekhult. Hon gifte sig 1854 med guldsmedsgesällen Hans Georg Tillström. Kråkenäs övertogs senare av Gustaf Möllenborgs fosterson Carl Gustaf Möllenborg. Vid hans död 1922 ärvdes Kråkenäs av hans döttrar.